# 野蓮香
《野蓮香》是2011年緯來電視網與內政部移民署合作規劃之「內人。外人」新移民系列電視電影的一部電影，海倫清桃、陳竹昇主演，講述越南籍女性台灣新移民嫁來台灣的故事。片名的釋義中，「野」為放逐之意、以越南國花「蓮（花）」來引喻越南、「香」暗喻女性柔情，全意為「自我放逐的越南女子」，為海倫清桃所命名，此外野蓮也是美濃地區特產農作。本片為2012新北電影節開幕片。

## 劇情大綱
來自越南，嫁到高雄美濃的台灣媳婦瓊娥，在家中承受著生男孩的壓力。其出生背景受盡婆婆的質疑，但仍全心打理家務及協助夫家農事。因女兒玉蘋被誤認為自閉症的因緣際會下，她與學校的美術老師孫老師結識為好友，但也因為孫老師的出現，使丈夫天福誤以為瓊娥另結新歡。在一次的傳宗接代問題上，瓊娥與天福發生爭吵，憤而奪門離家。在無處可去的情況下，她決定帶著玉蘋遠離家園，去找調職到臺東的孫老師。而在瓊娥離家之後，天福也倍感後悔，開始彌補並踏上尋妻之路…

## 主要演員介紹
| 演員     | 角色         | 大要                                                                   |
| -------- | ------------ | ---------------------------------------------------------------------- |
| 海倫清桃 | 瓊娥         | 女主角。來自越南的蕭家媳婦。                                           |
| 陳竹昇   | 蕭天福       | 男主角。瓊娥的丈夫，以農務為生。                                       |
| 江青霞   | 黃尾妹       | 蕭天福的媽媽，瓊娥的婆婆。                                             |
| 滕芷萱   | 蕭玉蘋       | 瓊娥的女兒，喜愛畫畫，但不愛說話。                                     |
| 安歆澐   | 孫明玲       | 玉蘋的美術老師，與瓊娥結識為好友。                                     |
| 黃玉清玹 | 秋香         | 與瓊娥一樣，同是來自越南的新住民朋友，雖因畏懼家暴逃家，但被警察帶回。 |
| 高明偉   | 陳董（小陳） | 天福的高中同學。幫忙評估蕭家的地是否適合養泰國蝦。                     |
| 馮惠仁   | 劉管區       | 受理蕭家事務的員警。                                                   |
| 洪綺陽   | 蕭天心       | 蕭家的大女兒，天福的姊姊。                                             |
| 畢志綱   | 天心丈夫     | 天心的丈夫，天福的姊夫。                                               |
| 李克新   | 水果攤老闆   | 在休息站將賣剩的水果送給玉蘋。                                         |
| 柯宇綸   | 何老師       | 因懷疑玉蘋有自閉症，約瓊娥到學校會談的老師。                           |
|          | 劉老師       | 學校的輔導老師，與瓊娥及何老師一同討論玉蘋的狀況。                     |
| 林思宇   | 女警         | 將逃家的秋香送回夫家。                                                 |

## 插曲
Quê Hương（故鄉）
- 作詞：Đỗ Trung Quân  作曲：Giáp Văn Thạch

## 片段集錦
- 透過女主角瓊娥的日常生活，可見高雄美濃特產食用野蓮的採收方式。
- 瓊娥一路開進台東的貨車車牌為「CD-0571」。
- 透過孫老師的調職地，可見台東縣長濱鄉長濱村180號所面向的海景。
- 透過男主角天福道歉的話語中，可見越南語中丈夫對妻子表達愛意的話語－「我愛妳（anh yêu em）」。

## 獎項
- 女主角海倫清桃因本片入圍2012年第47屆金鐘獎迷你劇集女主角。
- 男主角陳竹昇因本片獲獎為2012年第47屆金鐘獎迷你劇集影帝。[2]

## 外部連結
- 開眼電影網上《野蓮香》的資料（繁體中文）
- 豆瓣电影上《野蓮香》的資料 （简体中文）
- 时光网上《野蓮香》的資料（简体中文）
- 香港影庫上《野蓮香》的資料（繁體中文）
- 互联网电影数据库（IMDb）上《野蓮香》的资料（英文）
- YouTube上的內人外人新移民系列電影-【野蓮香】電影正式中文預告
- YouTube上的《野蓮香》長版花絮